# Vitögd skogsfalk
Vitögd skogsfalk (Micrastur gilvicollis) är en fågel i familjen falkar inom ordningen falkfåglar.

## Utbredning och systematik
Fågeln förekommer i Sydamerika från Guyanaregionen och södra Venezuela till Bolivia och Amazonområdet i Brasilien. Den behandlas som monotypisk, det vill säga att den inte delas in i några underarter.

## Status och hot
Arten har ett stort utbredningsområde, men tros minska i antal, dock inte tillräckligt kraftigt för att den ska betraktas som hotad. Internationella naturvårdsunionen IUCN listar arten som livskraftig (LC).